# Schnürpflingen
Schnürpflingen è un comune tedesco di 1 360 abitanti, situato nel land del Baden-Württemberg.